# Gustave Damien
 (février 2019).
Si vous disposez d'ouvrages ou d'articles de référence ou si vous connaissez des sites web de qualité traitant du thème abordé ici, merci de compléter l'article en donnant les références utiles à sa vérifiabilité et en les liant à la section « Notes et références ».
Jules-Gustave Damien est un acteur et directeur de théâtre français, né le 19 novembre 1871 à Sidi Bel Abbès en Algérie et mort le 26 mai 1956 à Créteil.

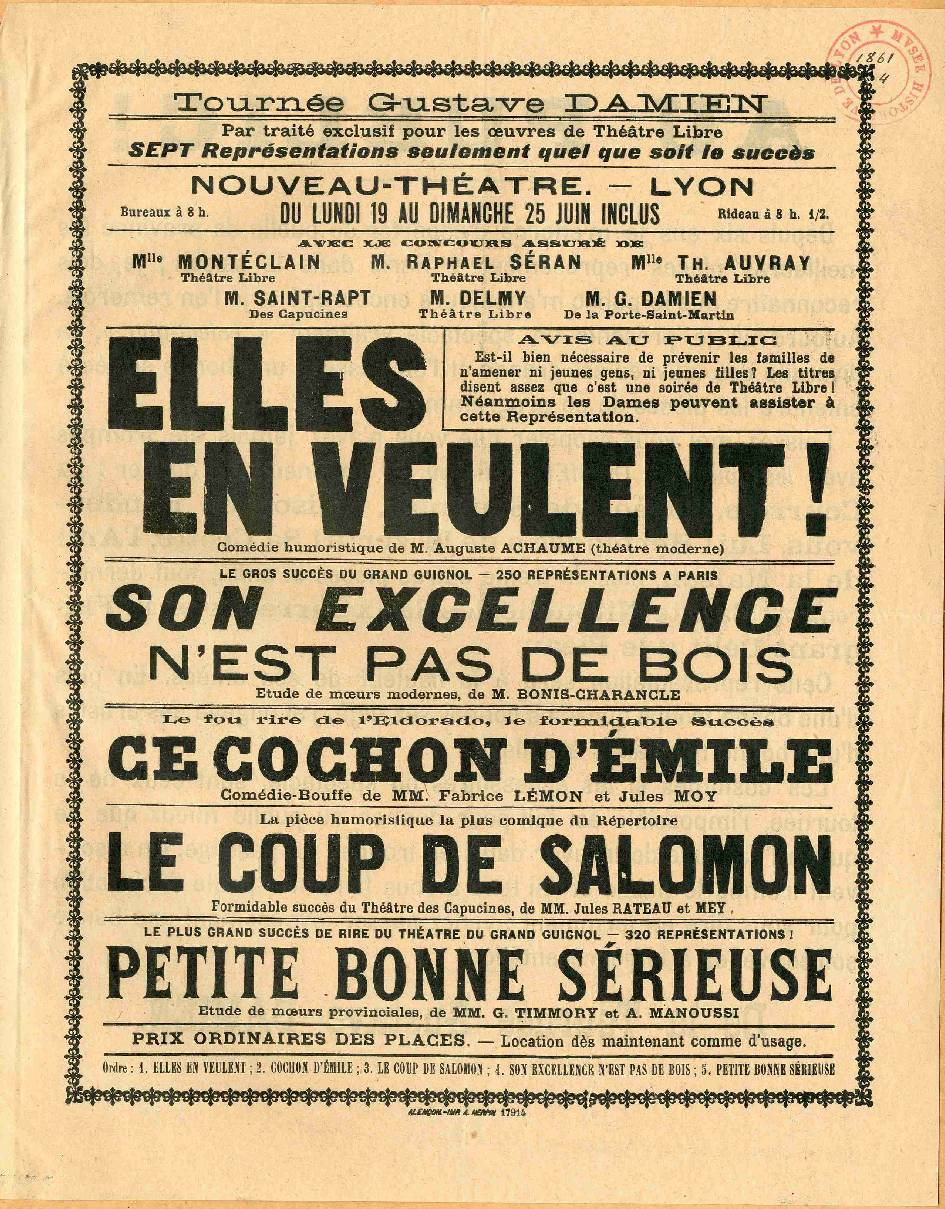
Elles en veulent, Son excellence n'est pas de bois…, 1905

Fils d'Eugène Damien (1846-1902), auteur de vaudevilles, il débute très tôt au théâtre, avant même d'effectuer sa période militaire. Il se produit dans des pièces grivoises aux titres évocateurs, qui attire un public friand de ce genre théâtral.
En aout 1890, à 20 ans, il crée à Paris les « Miettes Artistiques » avec Étienne Seurette, le secrétaire de Bobino, dans le but de donner des soirées mensuelles avec des artistes amateurs, et de faciliter l'accès au  théâtre des jeunes, mais aussi des musiciens. Ce groupe deviendra « Miettes théâtrales » en août 1892.
Il commence sa carrière en 1891, en reprenant le Tivoli-Théâtre. Il jouera également la Garconnière, d’Eugéne Médina son père. Il passe à Bobino la même année.Il passera aussi par le théâtre Déjazet ou son père fait jouer toutes ses pièces.
En 1897, il croise Mme Sarah Bernhardt et M. Lucien Guitry, dans les Mauvais Bergers au théâtre de la Renaissance, décembre 1897. Il accompagne les débuts en 1898 de Séverin-Mars aux Folies Belleville.
Il devient administrateur de Bobino en 1898.
On le retrouve en 1900 au poste de secrétaire, lors de la création du Théatroscope, 35 boulevard des Italiens, dans les locaux de Nadar, en même temps que l’exposition universelle .
Par la suite il change de registre pour des pièces à succès, jouées d'abord à Paris, et dont il s'assure l'exclusivité pour les représentations en province, créant pour ce faire les tournées théâtrales Gustave-Damien en 1903. Il ne reprendra cependant que rarement de pièces de son père, dont La Petite Bonne à tout faire en 1931.
En 1921, il devient trésorier de la chambre syndicale des tournées théâtrales de France dont le président est Charles Baret, puis en 1947.

## Auteur de Vaudevilles
Tentant de poursuivre les traces de son père Eugène Médina, il va écrire plusieurs vaudevilles, entre 1909 et 1931, ils sont au nombre de 8.
Les Mésaventures du Colonel Labedenne, un vaudeville dans le genre comique troupier, en 4 actes. Cette pièce sera jouée à plusieurs reprises en 1909 à Tours et à Monceau les Mines. Elle semble avoir un autre titre, Coquin d'Amour.
Marie la Raleuse, une étude de mœurs en quatre actes, en association avec Marcel Huré.
1er acte, une fille;  2ème acte, le vieux marcheur; 3ème acte, l'arrière-boutique de la Botte de Paille;  4ème acte, l'amour qui tue.
La Rouquine, pièce vécue en 3 actes, dont le sujet est les bas-fonds parisiens, en association avec J. de Gramont.
Le Fiancé Surnaturel, un vaudeville en 3 actes en collaboration avec Alin Montjardin, un spécialiste du vaudeville léger, joué en avril 1930, au Casino de Noisy le Sec.
La Petite Bonne à Tout Faire, (ou Moulinard marie sa fille) vaudeville en 3 actes, joué au Théâtre du Mans en février 1931.
Madame Sproum, un vaudeville en un acte signé de Gustave Médina, joué au Théâtre de Bolbec en Mars 1931, sous le pseudonyme de son père.
Veux tu ma Femme, vaudeville en 3 actes en association avec Mme Hug Blount. Elle fut jouée au Théâtre des Folies bergère du Havre, en août 1931.
L'Homme de Minuit pièce en 4 actes, jouée entre autres en Saône et Loire en 1931.
Seule, la Petite Bonne à Tout Faire, fut jouées plus de 300 fois, aucune pièce ne semble avoir été éditées, ni connu un succès majeur.

## Vie privée
De 1891, à 1903 sa première compagne est Marie Louise Fayeau. Pas d'union, elle monte sur scène dans les tournées.
Il épouse Marie Albertine Gavot en 1903. Elle montera sur scène également dans les tournées.
En 1913, une demande de divorce est lancée et il s'installe avec une autre comédienne, Paulette Guelin, nom de scène Paulette Dorsay, et sa fille Madeleine Clariond, nom de scène Mad-Line, sœur d'Aimé Clariond. Toutes les deux suivront les tournées pendant près de 15 ans.
Il épouse en 1936, la comédienne Rachel-Marguerite Espir (1901-1981), qui ne prendra le nom de Madeleine Damien qu'en 1947. C'est aussi le neveu d'Antony Damien (1858-1943), artiste-peintre.

## Répertoire
- 1891 : Le Maître de forges et Les Boussigneul, Bobino, Paris[16],[17]
- 1898 : L'Eldorado, Bobino[18]

Avec les tournées Gustave-Damien
- 1903 : Bar-le-Duc, Commercy[19],[20]
- 1903 : La Dame plotée, Adèle est grosse, La Marchande de plaisir, Les Enfants d'Édouard, Rochefort[21]
- 1904 : L'École des amants et L'Aiguilleur [22]
- 1905 : Elles en veulent, Petite bonne sérieuse et Son excellence n’est pas de bois, Bordeaux. Le chef de la sureté Walter interdit au nom de la préfecture la représentation à la dernière minute[23].
- 1905 : répertoire du Théâtre-Libre, Issoire[24]
- 1907 : Une nuit de noce, théâtre des Folies-Bergères de Rouen[25]
- 1907 : Le Viol et Maison de rendez-vous, Béthune et Barbezieux [26],[27]
- 1909 : Le Duel, Cayeux [28]
- 1910 : théâtre Minard à Gand [29]
- 1919 : Quimper (1 mois)
- 1920 : Je ne trompe pas mon mari, Le Mans, Angers, Lorient, Quimper
- 1921 : Le Sursis, Le Médecin des enfants, Calais [30]
- 1921 : Le Maitre de son cœur, Dinard, Provins et Fontainebleau [31],[32]
- 1922 : Monsieur chasse !, Mais n'te promène donc pas toute nue ![33] et Le Couché de le mariée, Le Mans[34]
- 1923 : Le Coucher de la mariée, Trouville
- 1924 : Monsieur chasse !, Mais n'te promène donc pas toute nue !, Je ne trompe pas mon mari, Dieppe, Lille et Paris[35],[36]
- 1925 : Mademoiselle ma mère, Le Tréport[37]
- 1925 : La Dame de chambre, Commercy, Saint Mihiel, Verdun[38]
- 1926 : La Dame de chambre, La Roche-sur-Yon[39]
- 1926 : Un ménage à la page, Alençon, Pont-l'Évêque[40],[41]
- 1927 : Monsieur chasse !, Les Sables-d’Olonne [42]
- 1927 : Monsieur chasse ! et  Mais n'te promène donc pas toute nue !, Angers, Saumur [43]
- 1928 : La Dame de chambre, Le Mans[44]
- 1928 : La Petite Rosse, Rennes[45]
- 1929 : La Dame de chambre, Bayeux[46]
- 1929 : Ève toute nue, Arcachon, Bayeux [47],[48]
- 1930 : Échec à la Reine avec Musidora, Dinan, Bayeux, Vitré[49],[50],[51]
- 1930 : Verdun[52]
- 1931 : La Petite Bonne à tout faire, Saint-Nazaire, Rennes, Quimper[53],[54]
- 1932 : Direct au cœur et La Dame de chambre, La Roche-sur-Yon[55]
- 1934 : La Dame aux camélias, Caen, Fougères, Quimper[56],[57]
- 1935 : La Dame aux camélias, Bar-le-Duc, Saint-Mihiel, Verdun [58], [59]
- 1935 : Le Maître de forges, Flers [60]
- 1937 : Oh Nini, tu peux rire !, avec sa femme Madeleine, Caen[61]
- 1937 : Le Béguin du régiment, Flers, Granville[62],[63]
- 1937 : Ta bouche de Maurice Yvain, Cherbourg [64]
- 1938 : Monsieur chasse ! et Mais n'te promène donc pas toute nue !, Flers[65]
- 1938 : Madame et son filleul, Rennes[66]
- 1943 : La Dame aux camélias, Château-Gontier[67]